# JBOD
 (décembre 2013).
Si vous disposez d'ouvrages ou d'articles de référence ou si vous connaissez des sites web de qualité traitant du thème abordé ici, merci de compléter l'article en donnant les références utiles à sa vérifiabilité et en les liant à la section « Notes et références ».
JBOD signifie « Just a Bunch Of Disks » (littéralement : « juste un tas de disques »).

## Description
L'objectif du JBOD est de présenter au système chaque unité de stockage (disque dur, etc.) contrôlée par un même ensemble (carte RAID, baie externe, …) une-à-une. L'accès et l'éventuelle agrégation de la capacité de stockage des volumes physiques, potentiellement hétérogènes, afin d'en obtenir un seul volume logique est reléguée à la partie logicielle du système d'exploitation (via LVM par exemple).
En mode JBOD avec simple concaténation logicielle, on obtient un gros volume unique qui pourrait s'apparenter au RAID 0. Cependant, il n'a pas la capacité d'entrelacement de ce dernier. Les performances sont donc celles du volume physique sur lequel la donnée est lue ou écrite à l'instant t, dépendant donc de l'unité de stockage qui est sollicitée parmi les membres de l'agrégation. De même, la perte matérielle d'un des volumes physiques entraîne la perte du volume concaténé et des données associées.
Bien entendu[pourquoi ?], l'administrateur peut décider d'utiliser une méthode d'agrégation logicielle plus sophistiquée que la simple concaténation (telle que Ceph par exemple), et permettant de retrouver toutes les caractéristiques de redondance d'un RAID matériel et même plus, car les solutions logicielles sont en général beaucoup plus flexibles que ce que le matériel propose. C'est là tout l'intérêt du JBOD.